# Geometria nieeuklidesowa

proste równoległe w różnych geometriach.

Płaszczyzna, punkt, prosta, kąt w ujęciu geometrii euklidesowej, sferycznej, hiperbolicznej

Geometria nieeuklidesowa – geometria, która nie spełnia co najmniej jednego z aksjomatów geometrii euklidesowej. Może ona spełniać tylko część z nich, przy czym mogą również obowiązywać w niej inne, sprzeczne z aksjomatami i twierdzeniami geometrii Euklidesa.

## Historia
Aż do początku XIX w. panowało przekonanie, że geometria euklidesowa jest jedyną z możliwych, mimo że istniała już geometria rzutowa
(wykorzystywana w malarstwie) oraz sferyczna (wykorzystywana w nawigacji morskiej i astronomii).
Geometria nieeuklidesowa ma swoje początki w badaniach Carla F. Gaussa, Johanna Lamberta, Giovanni Saccheriego oraz Adrien-Marie Legendre. Decydująca jednak była praca Mikołaja Iwanowicza Łobaczewskiego O podstawach geometrii, wydana w 1829 w Kazaniu.
Wielki wkład do rozwoju tych geometrii wnieśli także: János Bolyai, Bernhard Riemann oraz David Hilbert.

## Przykłady geometrii nieeuklidesowych
- geometria hiperboliczna (geometria Łobaczewskiego),
- geometria eliptyczna (geometria sferyczna),
- geometria Riemanna będąca uogólnieniem powyższych.

## Modele geometrii

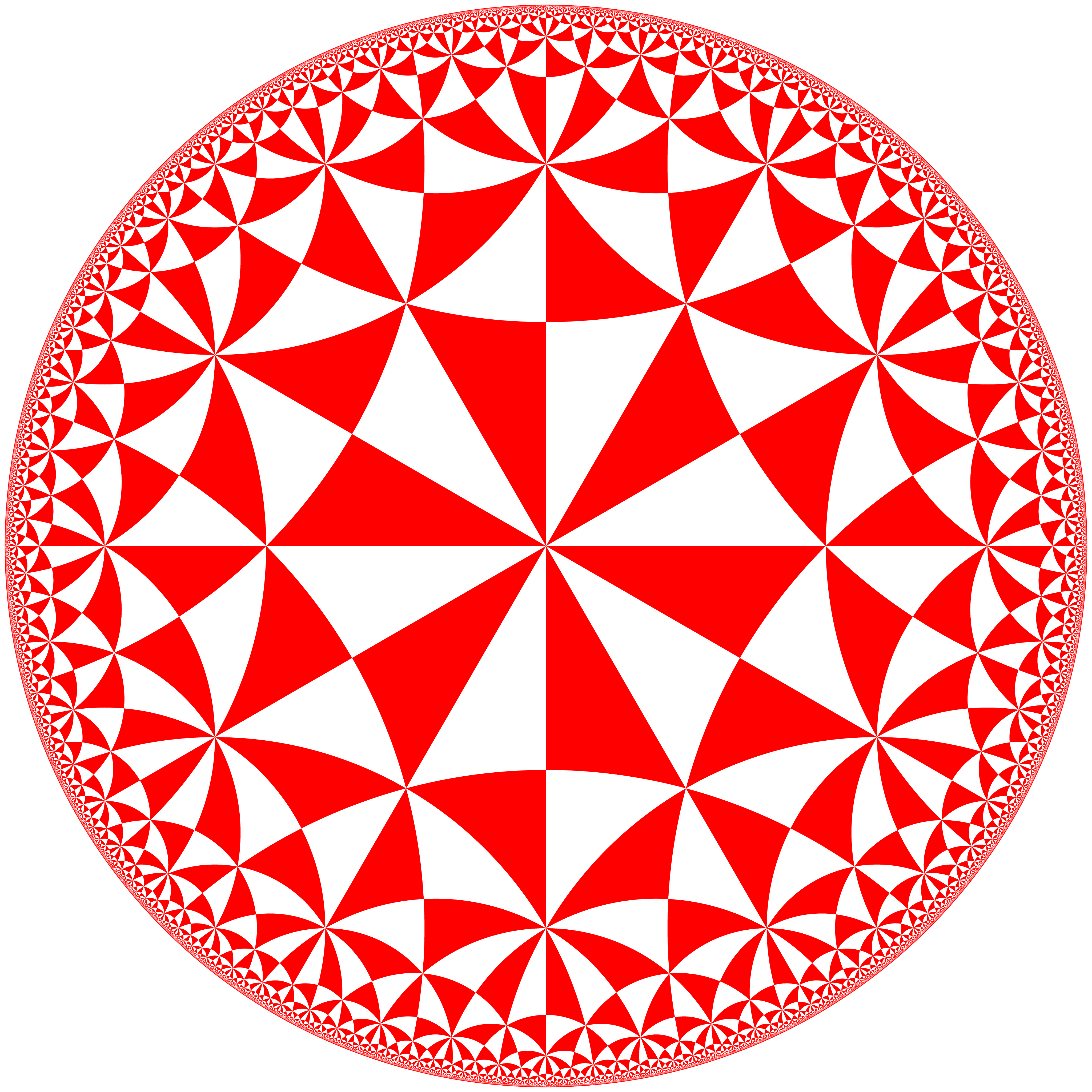
Parkietaż nieeuklidesowej powierzchni Poincaré'a za pomocą trójkątów, który był inspiracją dla prac Eschera

Modele Kleina (po lewej) oraz Poincaré'ego (po prawej)

Model geometrii nieeuklidesowej Łobaczewskiego zaproponował H. Poincaré. Bazując na graficznej reprezentacji tego modelu Maurits Cornelis Escher wykonał prace "Granice Koła", pochodzące z lat 1958-1960. Drugim modelem geometrii nieeuklidesowej był ten, który zaproponował Felix Klein, w którym jednak kąty nie odpowiadały geometrii Łobaczewskiego. Oba modele bazowały na kole bez brzegów, czyli rozmaitości dwuwymiarowej. W modelu Poincaré'a widać wyraźnie, że piąty postulat Euklidesa nie jest spełniony.
Na niemal dowolnej powierzchni można rozważać geometrie, zazwyczaj będzie ona nieeuklidesowa, na co zwrócił uwagę Bernhard Riemann, bazujący na pracach Gaussa, który wprowadził pojęcie krzywizny powierzchni. Krzywizna ta definiuje czy geometria jest lokalnie paraboliczną (podobna do euklidesowej, gdzie krzywizna jest równa zero), eliptyczna (większa od zera) czy hiperboliczna (mniejsza od zera) w stylu Bolyai-Łobaczewskiego.